# Malthodes serafini
Malthodes serafini (лат.) — ископаемый вид жуков-мягкотелок рода Malthodes. Обнаружены в янтаре Европы (Польша, Балтийский янтарь, возраст около 35 млн лет). Мелкие жуки, длина тела 1,9 мм (чёрного цвета), надкрылья длиной 1,25 мм. Вид был впервые описан в 2005 году польскими энтомологами А. Кушкой Архивная копия от 1 февраля 2017 на Wayback Machine (Antoni Kuśka, 1940—2010; Department of Biological Sciences, Academy of Physical Education Katowice, Катовице, Польша) и Януш Куприянович (Janusz Kupryjanowicz; Institute of Biology, Белосток). Сходен с видом Malthodes hexacanthus Kiesenwetter.